# Aldo Barreto
Francisco Aldo Barreto Miranda, né le 1er mars 1981 à Caazapá, est un footballeur paraguayen qui évolue au poste d'attaquant.

## Biographie

### En club
Il est le meilleur buteur de la saison 2010 avec le Bontang FC, il marque dix-neuf buts en trente et un matches.
Barreto commence sa carrière au Cerro Porteño PF avant de passer au Club Guaraní d'Asunción.
Le 14 mars 2014, il rejoint Persikabo dans la deuxième division indonésienne.

## Palmarès

### Distinctions personnelles
- Meilleur buteur du Championnat d'Indonésie en 2010 (19 buts)